# Adam Hammill
Adam James Hammill (Liverpool, 25 gennaio 1988) è un ex calciatore inglese, di ruolo attaccante.

## Carriera

### Club
Ha militato nella Scottish Premier League con la maglia del Dunfermline.

### Nazionale
Ha giocato nelle nazionali giovanili inglesi Under-19 ed Under-21.

## Palmarès

### Club

#### Competizioni giovanili
- FA Youth Cup: 1

Liverpool: 2005-2006

#### Competizioni nazionali
- Football League Trophy: 1

Barnsley: 2015-2016